# Ugo Bartolomei
Ugo Bartolomei (Roma, 27 novembre 1899 – Alano di Piave, 29 ottobre 1918) è stato un militare italiano, decorato di medaglia d'oro al valor militare alla memoria nel corso della prima guerra mondiale.

## Biografia
Nacque a Roma il 27 novembre 1899, figlio di Lamberto e Giulia Schiaroli. Non ancora quindicenne, allo scoppio della prima guerra mondiale fuggì in Francia per arruolarsi nei volontari al comando di Peppino Garibaldi ma, data la giovane età, nel novembre 1914 fu fatto rimpatriare. Dopo l'entrata in guerra del Regno d'Italia (24 maggio 1915) e la morte del fratello Carlo, sottotenente del 14º Reggimento fanteria caduto in combattimento nel giugno 1916, nel febbraio 1917 Bartolomei si arruolò volontario nel Regio Esercito entrando in servizio nel 1º Reggimento granatieri. Nell'ottobre dello stesso anno chiese e ottenne il trasferimento agli arditi, assegnato dapprima al XXII e poi al XX Reparto d'assalto "Fiamme nere".  Durante il ripiegamento dell'esercito sulla linea del Piave conseguito alla battaglia di Caporetto, combatté duramente per dieci giorni al fine di ritardare il più possibile l'avanzata nemica.
Alla fine del 1917 iniziò a frequentare il corso per allievi ufficiali di complemento e fu nominato aspirante nel marzo 1918 e poco dopo sottotenente presso il 1º Reggimento fanteria. Il 31 maggio 1918 rimase ferito alla gamba e al braccio sinistro sul Monte Tomba da una scheggia di granata e venne ricoverato prima in un ospedaletto da campo e poi presso l'ospedale di Mantova. Nel mese di settembre, rinunciando alla convalescenza, volle rientrare in zona di operazioni nell'imminenza della grande offensiva contro l'Impero austro-ungarico. Il 24 ottobre fu assegnato alla  6ª Compagnia in linea sul Monfenera e prese parte alla battaglia di Vittorio Veneto, conquistando Alano di Piave con il suo plotone.
Cadde in combattimento il 29 ottobre, nel tentativo di impedire l'aggiramento delle difese italiane da parte del nemico, attirando su di sé il fuoco avversario assieme ad alcuni dei suoi uomini per dare tempo alla compagnia di predisporre la difesa. Con Decreto Luogotenenziale del 29 maggio 1919 fu insignito della medaglia d'oro al valor militare alla memoria.

### Fonti
1. 1 2 3 4 5 6 7 8  Combattenti Liberazione.
2. 1 2  Carolei, Greganti, Modica 1968, p. 1184.
3. 1 2 3  Coltrinari, Ramaccia 2018, p. 171.
4. ↑  Medaglie d'oro al valor militare sul sito della Presidenza della Repubblica